# Dectochilus autucaria
Dectochilus autucaria là một loài bướm đêm trong họ Geometridae.